# Bồn địa cấu trúc
Bồn địa cấu trúc là một thành hệ cấu tạo lớn của địa tầng được tạo ra bởi hoạt động kiến tạo làm uốn cong các lớp đá nằm ngang có trước. Các bồn địa cấu trúc là các cấu trúc địa chất dạng lõm, ngược lại với các cấu trúc vòm. Một số bồn địa có dạng kéo dài được gọi là nếp lõm. Các bồn địa cấu trúc cũng có thể là bồn địa trầm tích hay bồn trầm tích được lấp đầy bởi các vật liệu trầm tích; tuy nhiên, một số bồn địa cấu trúc được hình thành bởi các sự kiện kiến tạo sau khi các lớp trầm tích đã được lắng đọng.
Các bồn địa xuất hiện trên các bản đồ địa chất là các vòng tròn hoặc dạng elip với các lớp đồng tâm. Do địa tầng cắm vào trung tâm, nên các địa tầng lộ ra trong bồn địa có tuổi trẻ dần từ trong ra ngoài tức các đá trẻ nhất nằm ở trung tâm. Các bồn địa thường có kích thước lớn với chiều ngang khoảng hàng trăm km.
Các bồn địa cấu trúc là các cấu tạo quan trọng để tìm kiếm than, dầu khí (dầu hỏa và khí thiên nhiên), và nước ngầm.

## Các bồn cấu trúc

### Úc
- Bồn trũng Amadeus
- Bồn trũng Bowen
- Bồn trũng Cooper

### Pháp
- Bồn trũng Paris

### Vương Quốc Anh
- Bồn trũng Hampshire
- Bồn trũng London

### Hoa Kỳ
- Bồn trũng Appalachian, miền đông Hoa Kỳ
- Bồn trũng Big Horn, Wyoming
- Bồn trũng Delaware, Texas và New Mexico
- Bồn trũng Denver, Colorado
- Bồn trũng Illinois, Illinois
- Bồn trũng Los Angeles, California
- Bồn trũng Michigan, Michigan
- Bồn trũng Paradox, Utah và Colorado
- Bồn trũng Permian, Texas và New Mexico
- Bồn trũng Piceance, Colorado
- Bồn trũng Powder River, Wyoming và Montana
- Bồn trũng Raton, Colorado và New Mexico
- Bồn trũng Sacramento, California
- Bồn trũng San Juan, New Mexico và Colorado
- Bồn trũng Uinta, Utah
- Bồn trũng Williston, Montana và Bắc Dakota